# Изменение уровня моря
Изменение уровня моря (также трансгрессия при повышении уровня и регрессия — при понижении) — явление, при котором уровень моря изменяется по отношению к уровню окружающей его суши, в результате чего суша оказывается затопленной морскими водами, либо, наоборот, суша «наступает» на море. Изменение уровня моря может происходить по климатическим (что имеет отражение в изменении речного стока и объёма ледников) и тектоническим (например, при изостатических движениях земной коры в результате таяния покровных ледниковых щитов и росте горных сооружений) причинам
Краткосрочные изменения уровня моря именуются колебаниями.

## Регрессии
Регрессии моря происходили в различных районах Земли на протяжении всей её геологической истории. В частности, регрессии подвергалось Чёрное море (уровень моря в эпоху античности был ниже современного на 10-15 м).

## Геологические свидетельства
Изменение фаций в разрезе осадочных пород является свидетельством трансгрессий и регрессий, и, зачастую легко определяется через особые условия, необходимые для создания каждого типа отложений. Например, крупнозернистые обломочные породы, такие как песок, как правило, остаются на побережье; мелкозернистые отложения, такие, как ил и карбонатные грязи, осаждаются дальше от берега, на глубине.
Таким образом, переход в осадочных колонках от прибрежных фаций (как, например, песчаник) к глубоководным (как, например, мергель), от самых старых до самых молодых пород, означает трансгрессию. Регрессия будет иметь противоположный вид, глубоководные фации сменяются прибрежными.